# Tadeusz Stankiewicz

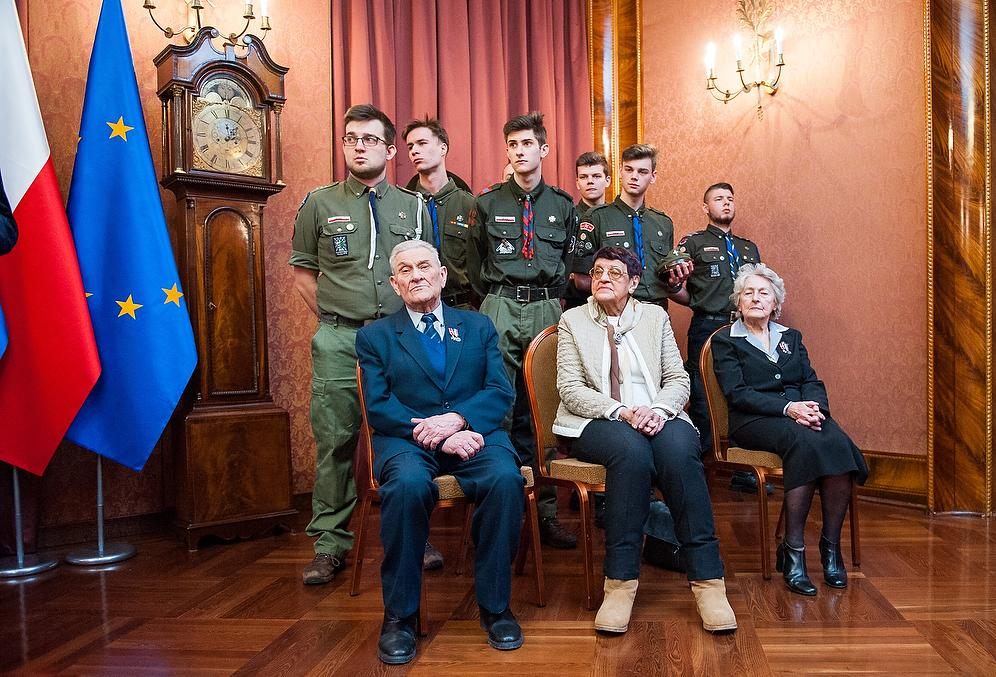
Tadeusz Stankiewicz, Stanisława Śliwińska, Anna Stupnicka-Bando (2020)

Tadeusz Antoni Stankiewicz (ur. 7 sierpnia 1930 w Puławach, zm. 5 kwietnia 2024) – polski „Sprawiedliwy wśród Narodów Świata”.

## Życiorys
Tadeusz Stankiewicz urodził się w rodzinie Barbary z domu Dysput i leśniczego Stanisława Stankiewicza.
W marcu 1941 Stanisław namówił Niemców na pozwolenie zatrudnienia Żydów do prac w leśniczówce w Głodnie. W ten sposób schronienie znaleźli Żydzi z getta w Opolu Lubelskim. Gdy w 1942 rozpoczęto wywózki do obozów zagłady, wokół leśniczówki Stankiewiczów ukrywało się ponad 200 osób. Stanisław pomagał Żydom budować szałasy w lesie, znajdować kryjówki w okolicznych zabudowaniach, zdobywać jedzenie. Tadeusz znalazł Szlomę (Jana) Szmulewicza, który uciekł z obozu pracy w Józefowie nad Wisłą. Tadeusz wraz z siostrą Barbarą zacierali ślady ukrywających się Żydów, dbali o bezpieczeństwo transportów z żywnością, pilnowali, czy nikt nie śledzi ukrywających się. Wiosną 1942 kryjówki zostały zadenuncjowane przez Polaka o nazwisku Szyszko, ukrywający się zaś zamordowani. Przeżyli jedynie ukrywający się w zabudowaniach. Szyszko po wojnie został skazany na karę śmierci.
Ostatecznie udało się uratować sześcioro Żydów, w tym Szmulewicza, który osiadł w Lublinie i jako jedyny z tej grupy nie wyjechał z Polski. Przyjaźnili się z Tadeuszem do śmierci Jana w 2007.
W 2006 razem z siostrą Barbarą Dembek został odznaczony medalem Sprawiedliwych wśród Narodów Świata. W 2009 otrzymał Krzyż Komandorski Orderu Odrodzenia Polski. W tym samym roku jako przedstawiciel Sprawiedliwych brał udział w wizycie w Stanach Zjednoczonych, podczas której spotkał się m.in. z prezydentem Barackiem Obamą. W 2017 odznaczony Medalem „Pro Patria”. Stankiewicz był wiceprezesem Zarządu Polskiego Towarzystwa Sprawiedliwych wśród Narodów Świata.